# Flip
För andra betydelser, se Flip (olika betydelser).
Flip är ett hopp i konståkning.
De olika stegen i hoppet är
1. Vänster ytterskär
2. Upphopp från bakåt innerskär med hjälp av tåisättning[1]
3. Rotation 1,2, 3 eller 4 varv[1]
4. Landning bakåt (höger) ytterskär[1]